# Botryococcus braunii
Espèce
Botryococcus braunii est une espèce d'algues vertes microphytes planctoniques de l'ordre des Chlorococcales selon ITIS (30 avril 2013) et World Register of Marine Species (30 avril 2013), ou des Trebouxiales selon AlgaeBase (30 avril 2013). C'est une algue d’eau douce. 
Il existe trois races connues qui se distinguent par la nature de leurs produits métaboliques; la race A, la race B et la race L. La race A accumule des alkadienes de type C23-C33 et des alkatriènes dérivés de longues chaînes d'acides gras,. Les races B et L produisent des triterpenoides (des hydrocarbures de type C30-C37 nommés botryoccocènes et des squalènes méthylés).

## Applications biotechnologiques

### Biocarburants
Cette algue a été étudiée pour de potentielles applications biotechnologiques. Les colonies de B. braunii forment un biofilm avec une matrice extracellulaire lipidique. Les hydrocarbures et polysaccharides produits par cette espèce sont en partie accumulés dans cette matrice extra-cellulaire. Cette caractéristique est unique à cette espèce et la rend particulièrement intéressante pour des applications biotechnologiques basées sur la production d'hydrocarbures renouvelables. C'est la race B qui est la plus efficace en termes de ratio du poids sec en hydrocarbures qui se trouvent essentiellement sous forme de triterpènes. Les hydrocarbures produits peuvent atteindre jusqu'à 86% de leur poids sec. Au contraire, la race A est plus productrice en polysaccharides. Les hydrocarbures de la race B présentent un intérêt pour la production de biocarburants. En effet, ils ne nécessitent pas de transformations comme la transestérification typiquement impliquée dans la conversion de TAG en carburant utilisable. Les botryoccocènes peuvent directement être soumis à un hydrocraquage afin de produire de l'octane, du diesel ou du kérosène. 
Après le séquençage de son génome en 2009-2010, B. braunii fait l'objet de brevets après modification génétique comme la variété Showa, développée par UC Berkeley. Les modifications portent sur une meilleure biosynthèse des hydrocarbures de type botryoccocènes.

### Bioplastiques
Le projet européen SPLASH (Sustainable Polymers from Algal Sugars and Hydrocarbons) a tenté de développer des procédés pour la production et la récolte d'exopolymères de B. braunii. Ces hydrocarbures et polysaccharides seraient transformés par la suite en polyoléfines et polyesters comme une source renouvelable de bioplastiques. Le projet portait sur 4 grands axes ;   
- La compréhension de la formation de produits chez deux souches de B. braunii en termes d'hydrocarbures et polysaccharides respectivement, basée sur une analyse génétique en profondeur.   
- Le développement de procédures pour la production, extraction in situ et isolation d'hydrocarbures et polysaccharides à partir des souches B. braunii sélectionnées pour un développement de produit.   
- Étude de la conversion des hydrocarbures et polysaccharides en produits.    
- Démonstration du processus à une échelle pilote, étude de durabilité et analyse de marché des potentiels biopolymères issus de microalgues.   

### Extractions des exopolymères
Il existe actuellement trois méthodes différentes pour l'extraction des exopolymères (type hydrocarbure ou polysaccharide) contenus dans la matrice extracellulaire des colonies. D'abord, les méthodes d'extraction physique par centrifugations successives et filtrations sur membrane. Un ajustement du pH à 11 permet une floculation des microalgues. Une autre méthode consiste à extraire les hydrocarbures avec un solvant. L'hexane est typiquement utilisé car il permet une extraction de 70% des hydrocarbures en 30 minutes d'application. De plus, il est biocompatible avec les cellules de B. braunii ce qui présente l'avantage de pouvoir conserver les cultures sur plusieurs rendements. La méthode la plus récente pour la production d'hydrocarbure est celle d'électro-extraction développée par l'université Kumamoto au Japon. De courtes pulsations électriques (de l'ordre de la nanoseconde) permettent de détacher les constituants de la matrice extracellulaire sans réduire la viabilité des cellules. Cette méthode permet aussi l'extraction des polysaccharides qu'il convient de purifier selon le produit final voulu.